# Thomas Graves (Admiral)

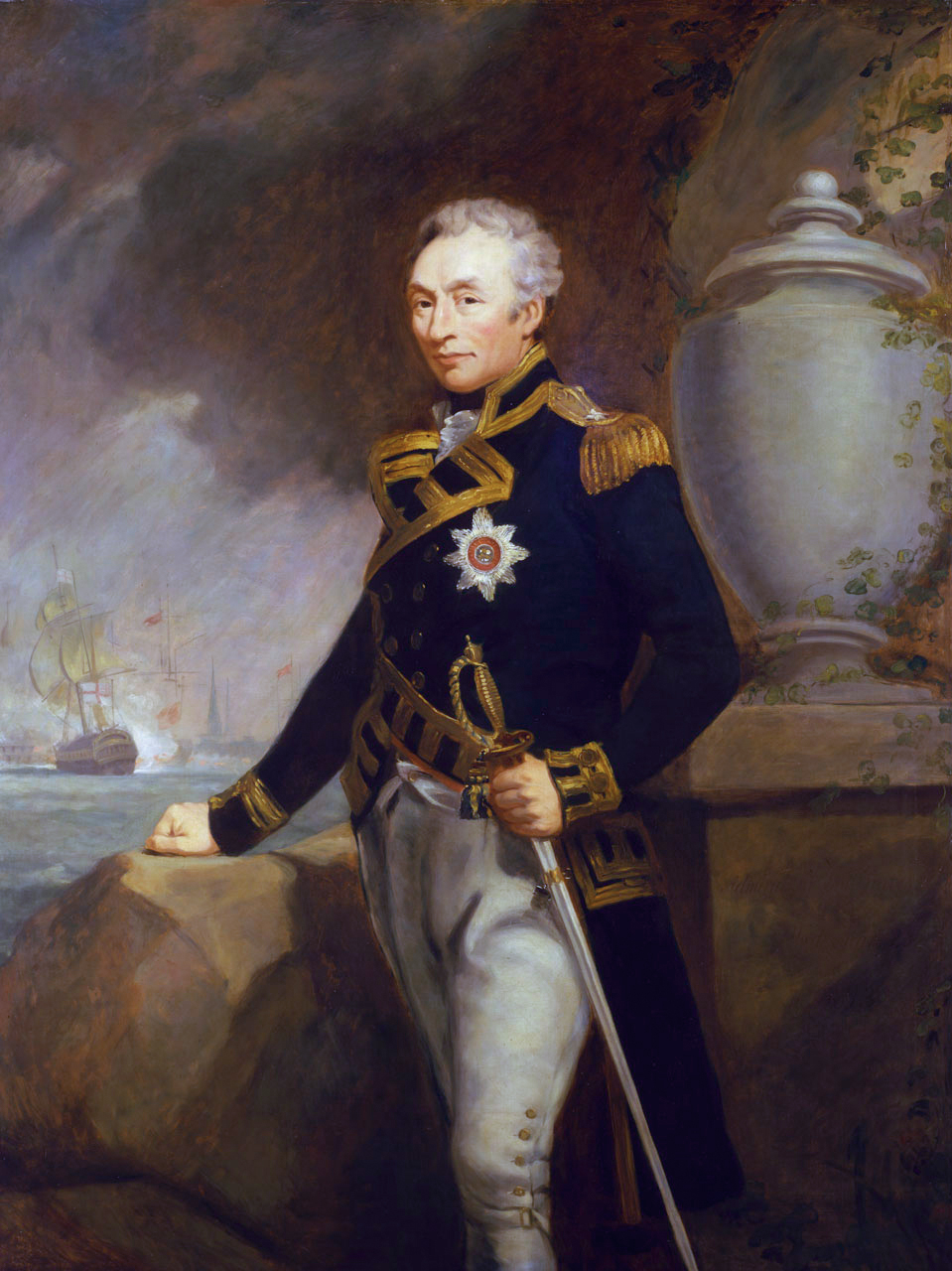
Graves als Rear-Admiral mit den Ordensinsignien des Order of the Bath im Jahr 1801, Ölgemälde von James Northcote

Sir Thomas Graves KCB (* um 1747 im County Londonderry; † 29. März 1814 in Honiton) war ein in Irland geborener britischer Marineoffizier und Admiral.

## Herkunft und frühe Jahre
Thomas Graves wurde im County Londonderry etwa um 1747 geboren. Eine Quelle nennt als Geburtsjahr 1752, was durch die Regularien der Royal Navy anlässlich seiner ersten Beförderung zum Offizier jedoch nicht stimmen kann. Graves war Neffe des Admirals Samuel Graves und Großcousin des Admirals Thomas Graves, 1. Baron Graves. Seine beiden älteren Brüder Samuel und John sowie sein jüngerer Bruder Richard erreichten ebenfalls Admiralsränge. Graves trat mit sehr jungen Jahren in die Royal Navy ein und hatte seine ersten Fahrten unter dem Kommando seines Onkels im Siebenjährigen Krieg. Die Schiffe, auf denen er fuhr, waren die Sloop Scorpion, das Linienschiff 2. Klasse Vanguard und die Fregatte Venus. Nach 1763 diente er gemeinsam mit seinem Cousin Thomas auf den Schiffen Antelope und Edgar, jeweils Linienschiffe der 4. Klasse. Seine Beförderung zum Lieutenant erfolgte 1765 vor der westafrikanischen Küste, er trat seine Offiziersstelle auf der Fregatte Shannon an.
Graves war zweimal verheiratet, einmal mit Bridgit Bacon, Schwester des Colonel Philipp Bacon, das Paar hatte die Tochter Mary (1772–1860). In zweiter Ehe war er mit Susanna Blacknall aus Parham in Suffolk verheiratet, diese Ehe blieb kinderlos.

## 1770 bis 1783
Graves wurde 1770 als Lieutenant auf die Fregatte HMS Arethusa abkommandiert. Das Schiff war ursprünglich in Frankreich für die französische Kriegsmarine erbaut worden, wurde aber 1759 von der Royal Navy gekapert und in eigenen Dienst gestellt. Graves tat ab 1773 Dienst auf der Sloop HMS Racehorse unter dem Kommando des Entdeckers Captain Constantine John Phipps. Sie erkundeten arktische Gewässer, kamen aber nur etwas über den 80. Breitengrad. Auf dem zweiten Schiff der Expedition, HMS Carcass, diente als junger Midshipman der später so berühmte Horatio Nelson, unter dessen Kommando Graves später dienen sollte.
Ein Jahr später, 1774, folgte Thomas Graves seinem Onkel Samuel nach Nordamerika. Von ihm erhielt er sein erstes eigenes Kommando, den gerade fertiggestellten, in Amerika gebauten Schoner HMS Diana. Im Verlauf der Schlacht von Chelsea im Amerikanischen Unabhängigkeitskrieg, sie fand an Land mit Unterstützung der Royal Navy für die Royal Marines am 27. und 28. Mai 1775 statt, geriet das Schiff in ungünstige Winde und wurde von der Landseite heftig beschossen. Bei der einsetzenden Ebbe fiel sie trocken. Ein Kapitulationsangebot von amerikanischer Seite lehnte Graves ab, mittlerweile standen etwa 2000 Mann unter amerikanischem Kommando zum Angriff auf sein Schiff, mit 30 Mann Besatzung, bereit. Er musste daher das Schiff kurz nach Mitternacht am 28. Mai 1775 mit seiner Besatzung verlassen, woraufhin die Amerikaner das Schiff übernahmen, es entwaffneten und in Brand setzten. Es war das erste Schiff der Royal Navy, das in die Hände der amerikanischen Unabhängigkeitskämpfer fiel. Graves zog sich bei den Ereignissen schwere Brandwunden zu. Aufgenommen und gerettet wurden er und seine Mannschaft von der Sloop HMS Britannia, deren Kommandant sein Bruder John Graves war. Thomas Graves diente danach zunächst auf der Preston, hatte noch verschiedene Kommandos über kleinere Schiffe für verschiedene Operationen bei Boston und Rhode Island, kehrte dann aber auf der Preston nach England zurück.
Nur kurze Zeit später fuhr er, wieder auf der Preston unter dem Kommando von William Hotham, 1. Baron Hotham abermals nach Nordamerika. Er erhielt das Kommando über die Sloop HMS Savage und versah damit Dienste in den British West Indies und Nordamerika. Seine Beförderung zum Captain erfolgte im Mai 1781. Als stellvertretender Kommandant für Sir Edmund Affleck führte er dessen Schiff, die 74er und damit Linienschiff dritter Klasse HMS Bedford in die Seeschlacht vor der Chesapeake Bay am 5. September 1781. Danach erhielt er als Flag captain, also als Kommandant des Flaggschiffes des befehlshabenden Admirals, das Kommando über die Bedford. Graves nahm in dieser Eigenschaft sowohl in der Seeschlacht von St. Kitts am 25. und 26. Januar 1782 als auch an der Schlacht von Les Saintes am 12. April 1782 teil, in dieser zeichnete er sich besonders aus. Er erhielt im Herbst 1782 das Kommando über die Fregatte HMS Magicienne, ebenfalls eines ehemaligen französischen, von den Briten erbeuteten Schiffes. Damit geriet er am 2. Januar 1783 in ein heftiges Gefecht mit der französischen Fregatte Sibylle, in der beide Schiffe beinahe zum Wrack zusammengeschossen wurden. Er rettete das Schiff nach Jamaika, die Sibylle wurde später von den Briten gekapert.

## 1783 bis Lebensende
Graves kehrte danach nach England zurück, verbrachte allerdings auch viel Zeit auf dem Festland, zumeist in Frankreich. Nach dem Friedensschluss erhielt er zunächst kein neues Kommando, auch nicht während der ersten Auseinandersetzungen anlässlich der Französischen Revolution in den Koalitionskriegen. Im Jahr 1800 schließlich erhielt er das Kommando über eine 74er, das Linienschiff 3. Klasse HMS Cumberland. Er stand mit dem Schiff in der Channel Fleet unter dem Kommando von John Jervis, 1. Earl of St. Vincent. Am 1. Januar 1801 wurde er zum Rear-Admiral of the White befördert. Danach wechselte er das Kommando und folgte Sir Hyde Parker als Kommandant zunächst der 64er HMS Polyphemus, später der HMS Defiance, einer 74er, in die Ostsee. Mit diesem Schiff und seinem Einsatz hatte er bedeutenden Anteil am Sieg Nelsons bei der Seeschlacht von Kopenhagen am 2. April 1801, er war direkt nach Nelson der zweite befehlshabende Admiral. Zum Dank erhielt er eine Anerkennung des Parlaments und wurde zum Knight Companion des Order of the Bath durch König Georg III. geschlagen. Nelson gratulierte ihm mit einem Schreiben vom 18. Juni 1801 unter anderem mit den Worten:

„Be assured My Dear Admiral that no person in the Service has a Juster value for your Public Services than myself, nor any man breathing a more perfect esteem & regard for your private character. I have experienced all your particularity towards Me for which I am grateful and I beg you to be assured that I shall ever feel myself your most obliged & affectionate Friend.“

Graves zog sich dennoch nach seiner Rückkehr nach England im Juli 1801 aus dem aktiven Dienst zurück, er war gesundheitlich angeschlagen. Seine Beförderung zum Vice-Admiral erfolgte am 9. November 1805, zum Admiral befördert wurde er am 2. August 1812. Graves starb in seinem Haus Woodbine Hill am 29. März 1814.
Das abgebildete Ölgemälde Graves’ befindet sich in Greenwich, im Old Royal Naval College.